# 10682 Kutryk
10682 Kutryk è un asteroide della fascia principale. Scoperto nel 1980, presenta un'orbita caratterizzata da un semiasse maggiore pari a 2,1556487 au e da un'eccentricità di 0,1705171, inclinata di 1,01091° rispetto all'eclittica.